# ماساتو ساساكي
ماساتو ساساكي (باليابانية: 佐々木 雅人) (مواليد 9 أبريل 1992)، هو لاعب كرة قدم ياباني سابق كان يلعب كمهاجم.

## وصلات خارجية
- ماساتو ساساكي على موقع رابطة كرة القدم اليابانية للمحترفين (اليابانية)